# Sucre (kommun i Colombia, Santander, lat 5,97, long -73,97)
Sucre är en kommun i Colombia.   Den ligger i departementet Santander, i den centrala delen av landet, 150 km norr om huvudstaden Bogotá. Antalet invånare är 9 256.